# يهدوت هتوراة
يهدوت هتوراة (بالعبرية: יַהֲדוּת הַתּוֹרָה הַמְאוּחֶדֶת هو تحالف من ديغيل هاتوراه وأغودات يسرائيل، اثنين من الاحزاب السياسية الإسرائيلية الحريدية الصغيرة (المتشددين) في الكنيست. وتشكلت لأول مرة في عام 1992.
لم يتفقا الطرفين دائماً مع بعضها البعض حول الأمور السياسة. ومع ذلك، على مر السنين تعاونت وتوحدت هذه الاحزاب ككتلة تصويتية من أجل كسب أكبر عدد ممكن من المقاعد في الكنيست، حيث أن الكثير من الأصوات الإضافية ممكن أن تضيع إذا لم تتحقق عتبات الانتخابات في ظل التمثيل النسبي للنظام البرلماني لإسرائيل.